# 费丝·普林斯
费丝·普林斯（英語：Faith Prince，1957年8月6日—），女，美国演员、歌手。曾获得托尼奖最佳音乐剧女主角。